# لافلقيات

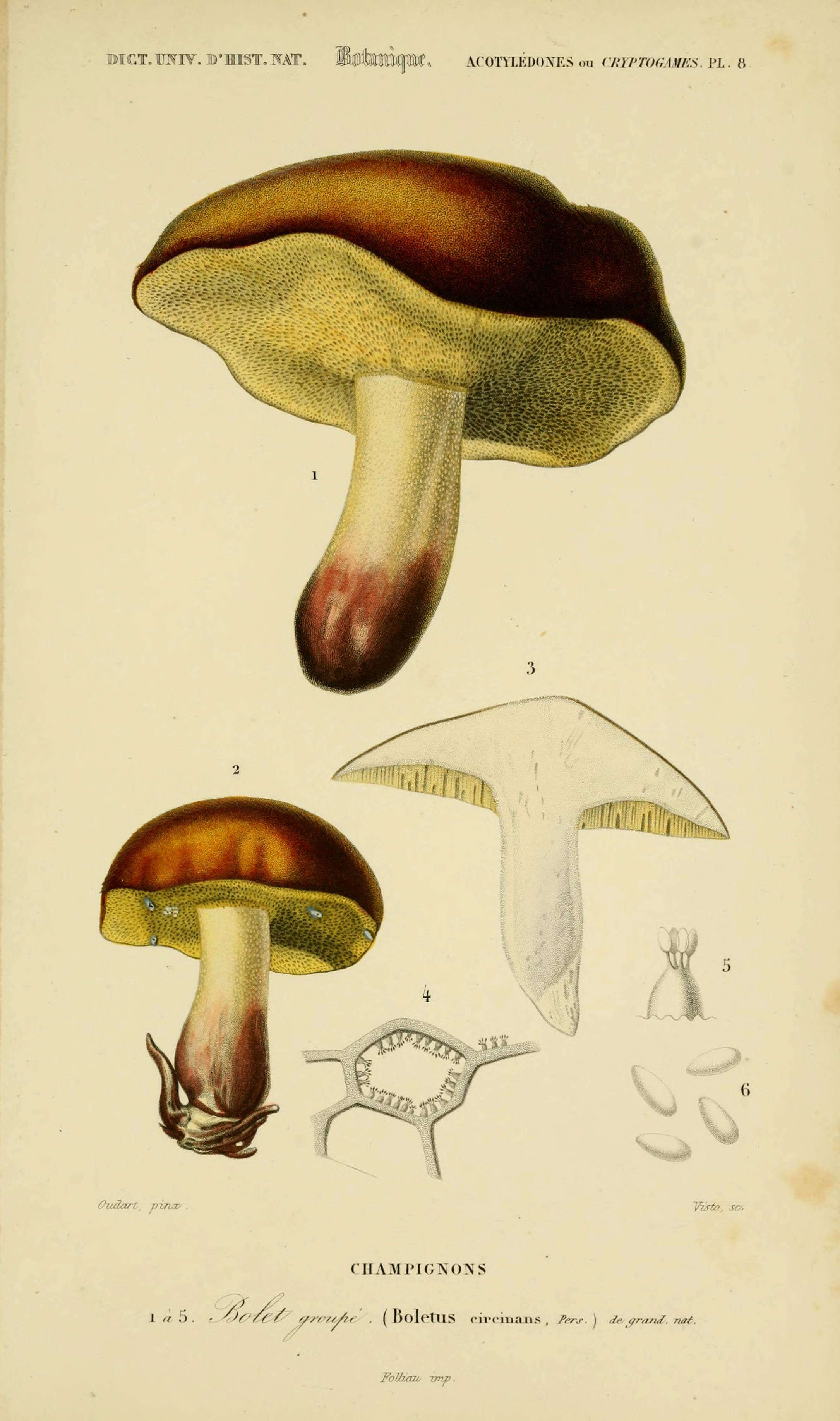
Dictionnaire universel d'histoire naturelle (Acotyledones ou Cryptogames Pl. 8)

لافلقيات أو عديمات الفلقة أو نباتات عديمة الفلقة (بالإنجليزية: Acotyledon)‏ للإشارة إلى النباتات البذرية التي تفتقر إلى الفلقات نباتات مثل الفصيلة سحلبية ونبات الحامول. بذور السحلبيات صغيرة مع أجنة غير مكتملة النمو. يعتمدون على الفطريات الجذرية لتغذيتهم المبكرة لذا فهي غيرية التغذية في تلك المرحلة.
على الرغم من أن بعض المؤلفين، وخاصة في القرن التاسع عشر وما قبله، استخدموا مصطلح اللافلقيات لتضمين النباتات التي لا تحتوي على فلقات لأنها تفتقر تمامًا إلى البذور (مثل السراخس والنباتات الحزازية)، يقصر آخرون المصطلح على نباتات لها بذور ولكن لا تحتوي على فلقات.
تنقسم النباتات المزهرة أو كاسيات البذور إلى مجموعتين كبيرتين:
- أحاديات الفلقة لها فص بذرة واحد، والذي يتم تعديله غالبًا لامتصاص العناصر الغذائية المخزنة من البذرة بحيث لا تظهر أبدًا من البذور أو تصبح عملية التمثيل الضوئي.
- ثنائيات الفلقة تحتوي على فلقتين وغالبًا ما تنبت لإنتاج فلقتين شبيهتين بالأوراق. تفتقر المخروطيات وعاريات البذور الأخرى إلى الأزهار ولكن قد تحتوي على فلقتين أو أكثر في الشتلات.

وضع المصطلح أنطوان لوران دي جوسيو (1748-1836) في عام 1789 للطبقة الدنيا من "نظامه النباتي الطبيعي"، الذي يتألف من نباتات بدون أزهار مثل السراخس والنباتات الذئبية والسراخس الكنباثية والنباتات الحزازية والنباتات الكبدية والأعشاب البحرية والأشنيات والفطريات. الاسم مشتق من عدم وجود ورقة بذرة أو فلقة.
في نظام دي جوسيو لتصنيف النباتات تنقسم طائفة اللافلقيات، والتي تتضمن النباتات خفية الإلقاح وبعض أحاديات الفلقة بشكل غير صحيح، إلى 6 رتب:
- الفطريات
- الطحالب
- النباتات الكبدية
- النباتات الحزازية
- السراخس (Filices)
- النياديات (Naiades)